# I Love Beijing Tiananmen
I Love Beijing Tiananmen (chinês simplificado: 我爱北京天安门; chines tradicional: 我愛北京天安門; pinyin; Wǒ ài Běijīng Tiān ān mén), normalmente traduzida como I Love Peking Tiananmen é uma canção infantil composta durante a Revolução Cultural na China, tendo sido composta pelos chineses Jin Guolin, um estudante de 12 anos e por Jin Yueling, um operário de 19 anos. Esta música era uma forma de propaganda do Partido Comunista da China.

## Historia
Essa canção era executada diariamente em muitas escolas primárias juntamente com o The Internationale e com a The East is Red. Ela também serviu de trilha sonora para o jogo não licenciado da Nintendo Hong Kong '97. O jogo se passa na época da transferência de soberania de Hong Kong e tinha um cunho anticomunista muito forte, e em todos os aspectos, era contrário a forma com que a China era governada.

## Letra
| 我爱北京天安门， 天安门上太阳升； 伟大领袖毛主席， 指引我们向前进。 | 我愛北京天安門， 天安門上太陽升； 偉大領袖毛主席， 指引我們向前進。 | Wǒ ài Běijīng Tiān'ānmén, Tiān'ānmén shang tàiyáng shēng; Wěidà lǐngxiù Máo zhǔxí, Zhǐyǐn wǒmen xiàngqián jìn. | Eu Amo a Praça da Paz Celestial O Sol se Eleva Sobre a Praça da Paz Celestial O Grande Líder Presidente Mao Nos Leva a Marchar Para Frente |